# Dainas

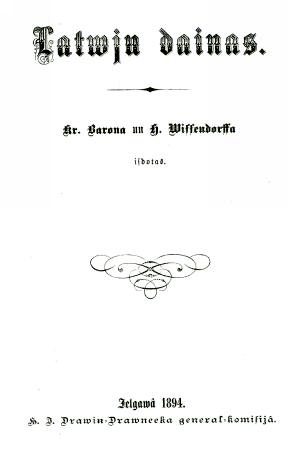
Första utgåvan av Latvju Dainas av Krišjānis Barons och Henrijs Visendorffs (1894)

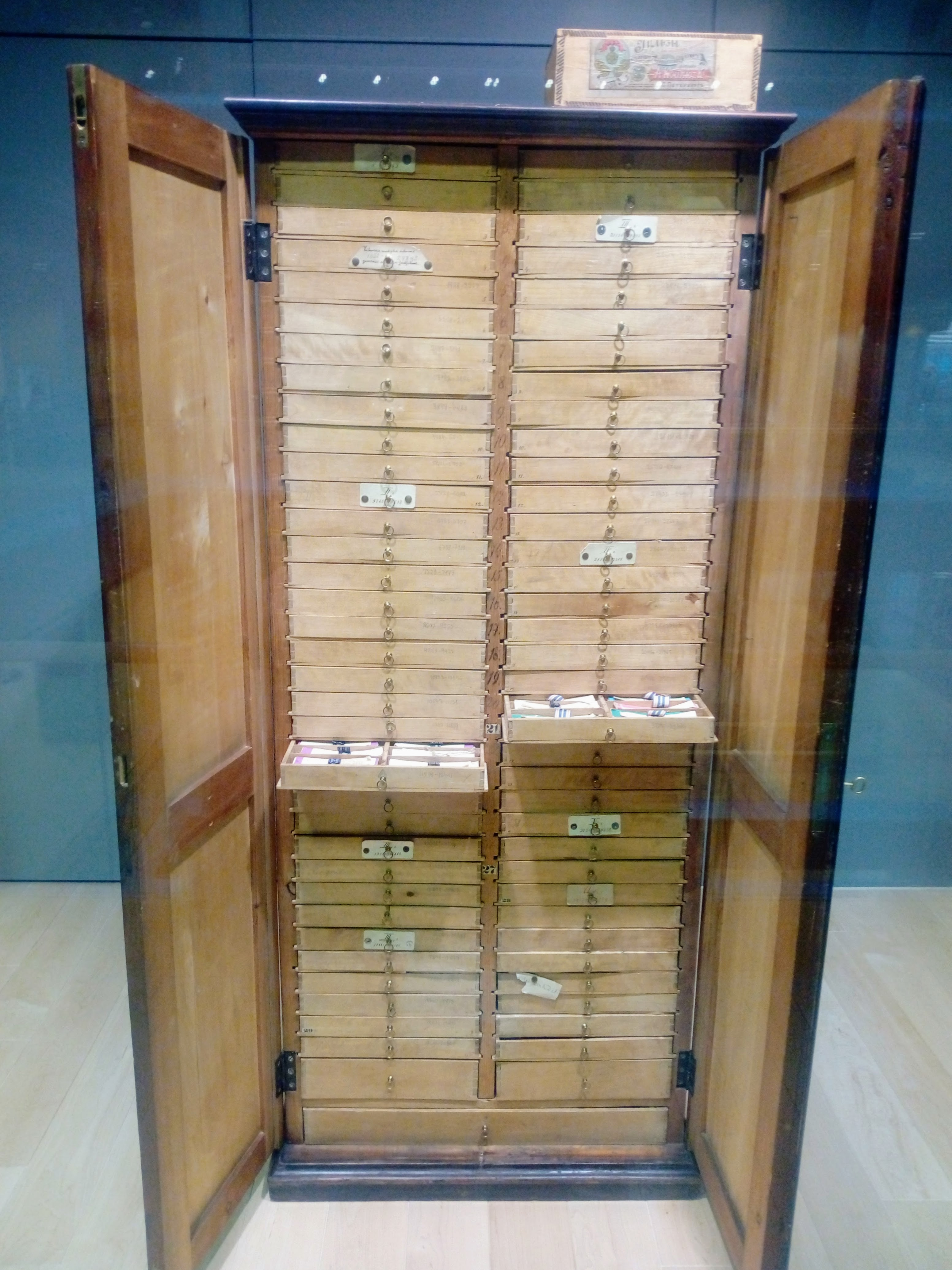
Diktskåpet

Dainas, även tautasdziesmas, är en av de främsta lettiska muntliga traditionerna. Det är dikter och sånger om fyra strofer med åtta stavelser, men de förekommer även med sex strofer. De olika varianterna är spridda över alla kulturella och historiska regioner i Lettland och utgör en viktig del av den lettiska identiteten.
Uppteckningen av lettiska folksånger startades av balttyska folklorister i mitten av 1700-talet och fortsatte i konkurrens med Lettlands litterära sällskap och Ungletterna under 1800-talet. Den mest namnkunnige upptecknaren var Krišjānis Barons, som publicerade en sammanställning av lettiska folkvisor, Latvju dainas, i sex volymer i Jelgava och Sankt Petersburg 1894-1915.
Dainu skapis, ungefär Diktskåpet, som var Barons notskåp och som innehåller 268 815 sångblad, fördes upp på UNESCO:s världsminneslista som The Cabinet of Songs den 4 september 2001.

## Uppteckning av dainas
Den första publiceringen av lettiska folkvisor gavs ut 1584 i ett register över personer anklagade för häxkonst i Riga.  År 1632 eller 1635 publicerade professor Frīdrihs Mēnijs vid Tartu universitet verket Syntagma de origine Livonorum (Kompositioner av livländskt ursprung) inklusive musiknotation.

### Översättning
Den här artikeln är helt eller delvis baserad på material från lettiskspråkiga Wikipedia.